# Рікардо Аріас (футболіст)
Рікардо Аріас (ісп. Ricardo Arias; нар. 25 лютого 1957, Катарроджа) — колишній іспанський футболіст, що грав на позиції центрального захисника. Відомий, зокрема, виступами за футбольний клуб «Валенсія». Провів один матч за національну збірну Іспанії.

## Кар'єра
Рікардо Аріас народився 25 лютого 1957 року в містечку Катарроджа. З юних років Рікардо потрапив до системи футбольних шкіл «Валенсії».
16 з 17 сезонів у професійному футболі Рікардо Аріас провів у складі «Валенсії», з них 15 — у Ла-Лізі. За «кажанів» Аріас дебютував 7 листопада 1976 року, вийшовши на заміну у домашній перемозі 3-1 над «Малагою». Вже в наступному сезоні футболіст закріпився в основному складі, складаючи пару центральних захисників з іншим молодим футболістом — Мігелем Тендільо. Перший гол в офіційному матчі Рікардо забив 5 березня 1978 року в домашньому матчі проти «Севільї» (3-0).
У переможній ході за Кубком володарів кубків сезону 1979-80 внесок захисника становив 8 матчів і 1 гол, а у фіналі змагання, після нічиєї 0-0 в основний та доданий час, Аріас відзначився голом у серії пенальті.
За підсумками сезону 1985-86 «Валенсія» вилетіла до другого дивізіону. У наступному сезоні Аріас провів 34 матчі та забив 1 гол у Сегунді, чим допоміг своїй команді повернутись до еліти.
Після всього 16 проведених ігор в сезоні 1991-92 захисник підписав контракт з клубом «Кастельон» із Сегунди і завершив кар'єру по закінченню сезону.

## Титули і досягнення
«Валенсія»
Кубок Іспанії
- Володар (1): 1978–79

Кубок володарів кубків
- Володар (1): 1979–80

Суперкубок УЄФА
- Володар (1): 1980